# Skigebiet SkiArena Szrenica

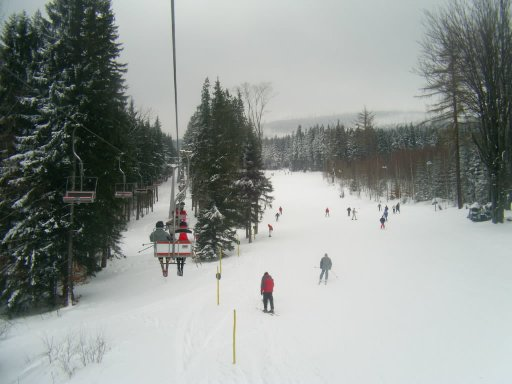
Skilift Szrenica I im Winter

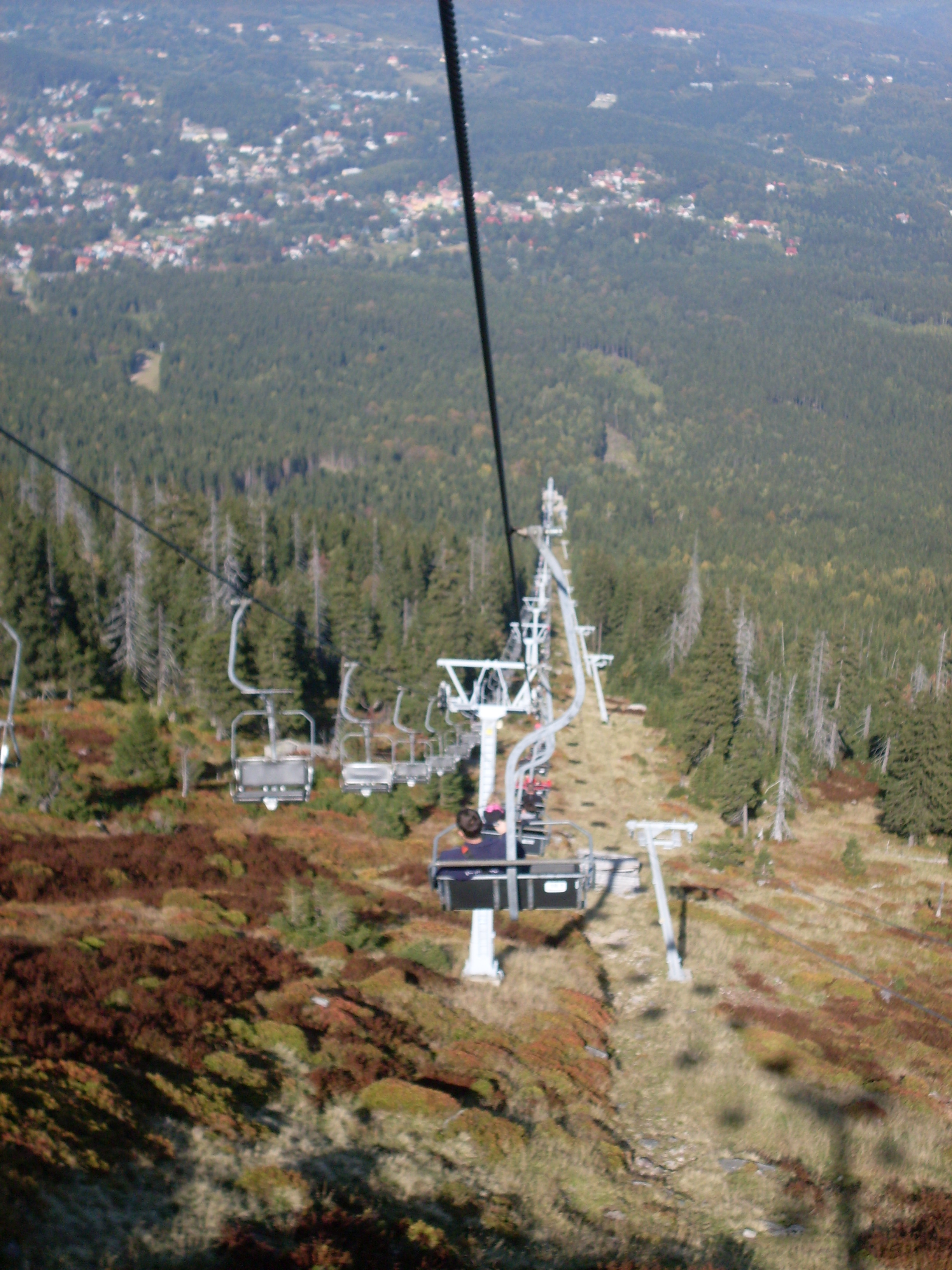
Skilift Szrenica II im Sommer

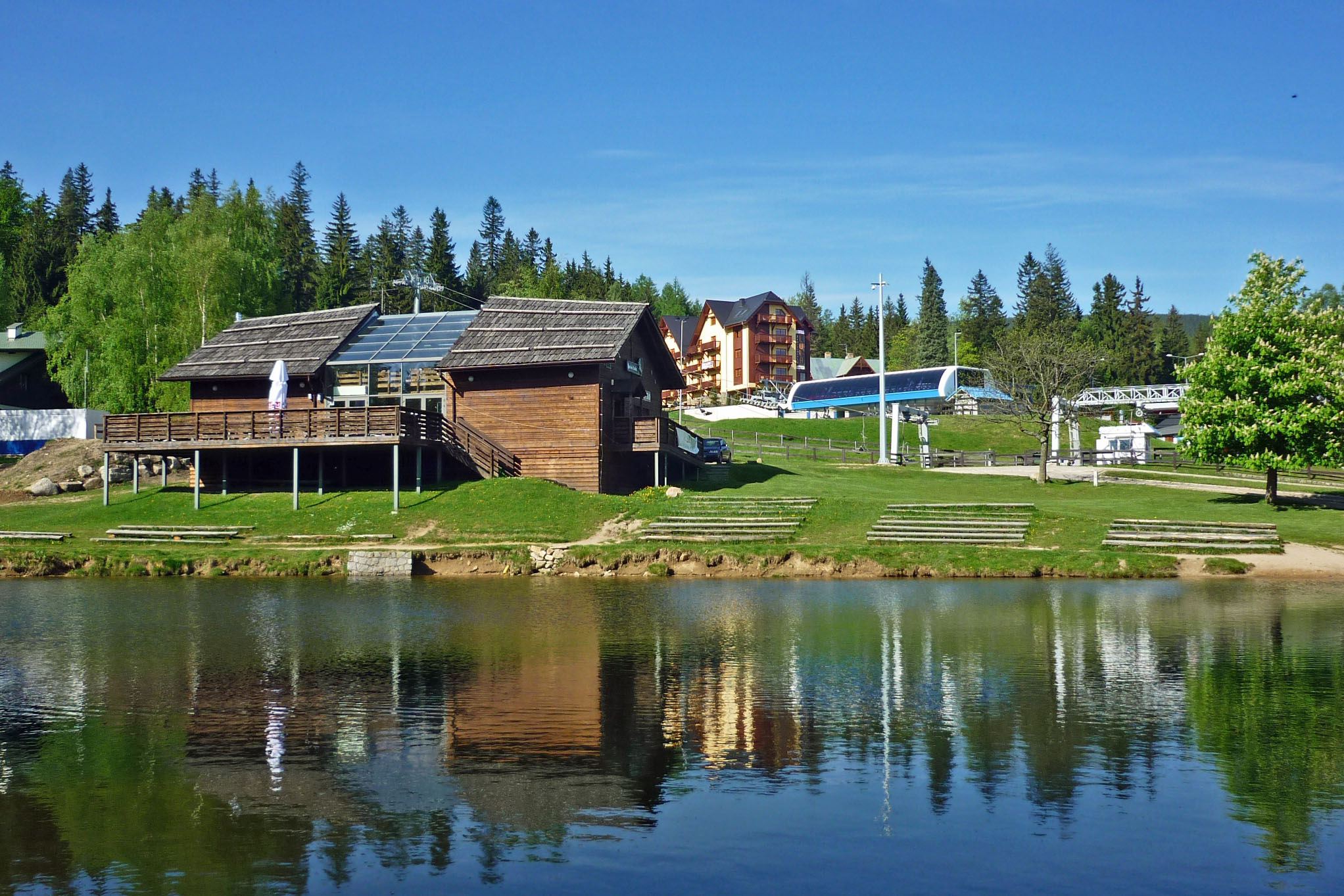
Untere Station im Sommer

Das Skigebiet Palenica liegt auf den Nordhängen der Szrenica und des Łabski Szczyt in dem polnischen Gebirgszug des Riesengebirges auf dem Gemeindegebiet von Szklarska Poręba im Powiat Jeleniogórski in der Woiwodschaft Niederschlesien. Es befindet sich teilweise auf dem Gebiet des Riesengebirge-Nationalparks in der Nähe der Schnellstraße 3 (E 65). Das Skigebiet wird von dem Unternehmen Sudety Lift sp. z o.o. betrieben.

## Lage
Das Skigebiet befindet sich auf einer Höhe von 708 bis 1310 Metern. Der Höhenunterschied der Pisten beträgt etwa 600 Meter. Es gibt eine schwarze (sehr schwierige), zwei rote (schwierige) und zwei blaue Pisten. Die Gesamtlänge der Pisten umfasst etwa 10,5 Kilometer. Die längste Piste ist etwa vier Kilometer lang.

## Beschreibung

### Skilifte
Im Skigebiet gibt es drei Sessellifte und fünf Tellerlifte. Insgesamt können bis zu 11000 Personen pro Stunde befördert werden.
Die Skilifte führen von Szklarska Poręba beziehungsweise den Mittelstationen bis knapp unter den Bergrücken der Szrenica bzw. des Łabski Szczyt. Ihre Gesamtlänge beträgt ca. 8000 m.
| Name              | Art        | Hersteller | Breite Personen | Länge (m) | Zeit (min) | Höhenunterschied (m) | Personen pro Stunde | Obere Station | Obere Station | Untere Station | Untere Station | Vmax (m/s) |
| Name              | Art        | Hersteller | Breite Personen | Länge (m) | Zeit (min) | Höhenunterschied (m) | Personen pro Stunde | Ort           | Höhe (m üNN)  | Ort            | Höhe (m üNN)   | Vmax (m/s) |
| ----------------- | ---------- | ---------- | --------------- | --------- | ---------- | -------------------- | ------------------- | ------------- | ------------- | -------------- | -------------- | ---------- |
| Szrenica I        | Sessellift |            | 2               | 1417      |            | 174                  | 1436                | Obere Station | 884,5         | Untere Station | 710,8          |            |
| Szrenica I        | Sessellift |            | 2               | 1341      |            | 429,1                | 1437                | Obere Station | 1309,6        | Untere Station | 880,5          |            |
| Karkonosz Express | Tellerlift |            | 6               | 2393      |            | 508,1                | 1985                | Obere Station | 1221.6        | Untere Station | 713,5          |            |
| Baby Lift         | Tellerlift |            | 1               | 80        |            | 17                   | 720                 | Obere Station | 729,5         | Untere Station | 712,5          |            |
| Ściana            | Tellerlift |            | 2               | 1390      |            | 434                  | 1437                | Obere Station | 1315,4        | Untere Station | 881,3          |            |
| Hala Szrenicka    | Tellerlift |            | 2               | 636       |            | 118                  | 2400                | Obere Station | 1281,5        | Untere Station | 1163,5         |            |
| Świąteczny Kamień | Tellerlift |            | 2               | 835       |            | 172                  | 1400                | Obere Station | 1306,5        | Untere Station | 1134,7         |            |

### Skipisten
Von den Bergen führen zwei der fünf Skipisten ins Tal.
| Name           | Schwierigkeit | Start | Start        | Ziel | Ziel         | Länge (m) | Höhenunterschied (m) | Neigung (%)       | Licht | Kunstschnee | FIS    | FIS | Anmerkungen |
| Name           | Schwierigkeit | Name  | Höhe (m üNN) | Name | Höhe (m üNN) | Länge (m) | Höhenunterschied (m) | Neigung (%)       | Licht | Kunstschnee | Nummer | bis | Anmerkungen |
| -------------- | ------------- | ----- | ------------ | ---- | ------------ | --------- | -------------------- | ----------------- | ----- | ----------- | ------ | --- | ----------- |
| FIS            | Schwarz       |       | 1302         |      | 792          | 2000      | 510                  | 25,5 %, max. 50 % | nein  | 80 %        |        |     |             |
| Śnieżynka      | Rot           |       | 1182         |      | 882          | 2080      | 300                  | 15 %, max. 45 %   | nein  | 100 %       |        |     |             |
| Lolobrygida    | Rot           |       | 1310         |      | 708          | 4444      | 602                  | 18 %, max. 36 %   | nein  | 100 %       |        |     |             |
| Hala Szrenicka | Blau          |       | 1280         |      | 1160         | 650       | 120                  | 18,5 %            | nein  | 100 %       |        |     |             |
| Puchatek       | Blau          |       | 880          |      | 708          | 1470      | 172                  | 12 %, max. 27 %   | ja    | 100 %       |        |     |             |

## Infrastruktur
Das Skigebiet liegt unmittelbar im Zentrum von Szklarska Poręba und ist mit dem Pkw erreichbar. An der unteren Station gibt es Parkplätze und mehrere Restaurants. 